# Ligurowie
     Ligurowie
     Wenetowie
     Etruskowie
     Picenowie
     Umbrowie
     Latynowie
     Oskowie
     Messapiowie
     Grecy
Ligurowie (stgr. Λίγυες Ligyes, łac. Ligures) – w starożytności ludy północno-zachodniej Italii, obejmującej północną Toskanię, Ligurię, Piemont, Korsykę oraz część Lombardii. Teksty antyczne wspominają również o Ligurach w okolicach dzisiejszej Marsylii. Spośród ich plemion najbardziej znane to:
- Apuanowie – zamieszkujący rejon obecnej La Spezia;
- Ingaunowie – zamieszkujący okolice dzisiejszej Genui.

Rzymianie toczyli walki z Ligurami od 280 p.n.e., ostatecznie podbili ich w 140 p.n.e. Wybrzeża były wcześniej skolonizowane przez Greków z Massalii, którzy stworzyli tam szereg ośrodków osadniczych, m.in. Genuę.